# Vinnycja
Vinnycja (ukrajinsky Вінниця [vinnyc’ja]; polsky Winnica; rusky Винница [vinnica], česky též Vinnica, Vinica či Vinice) je město na střední Ukrajině. Leží v mírně zvlněné krajině na obou březích řeky Jižní Bug, zhruba 250 km jihozápadně od Kyjeva. Vinnycja je kulturním a hospodářským centrem nejen současné Vinnycké oblasti, ale i historického regionu Podolí. Nachází se zde základna ukrajinského vojenského letectva. V roce 2022 zde žilo přibližně 370 tisíc obyvatel.

## Dějiny

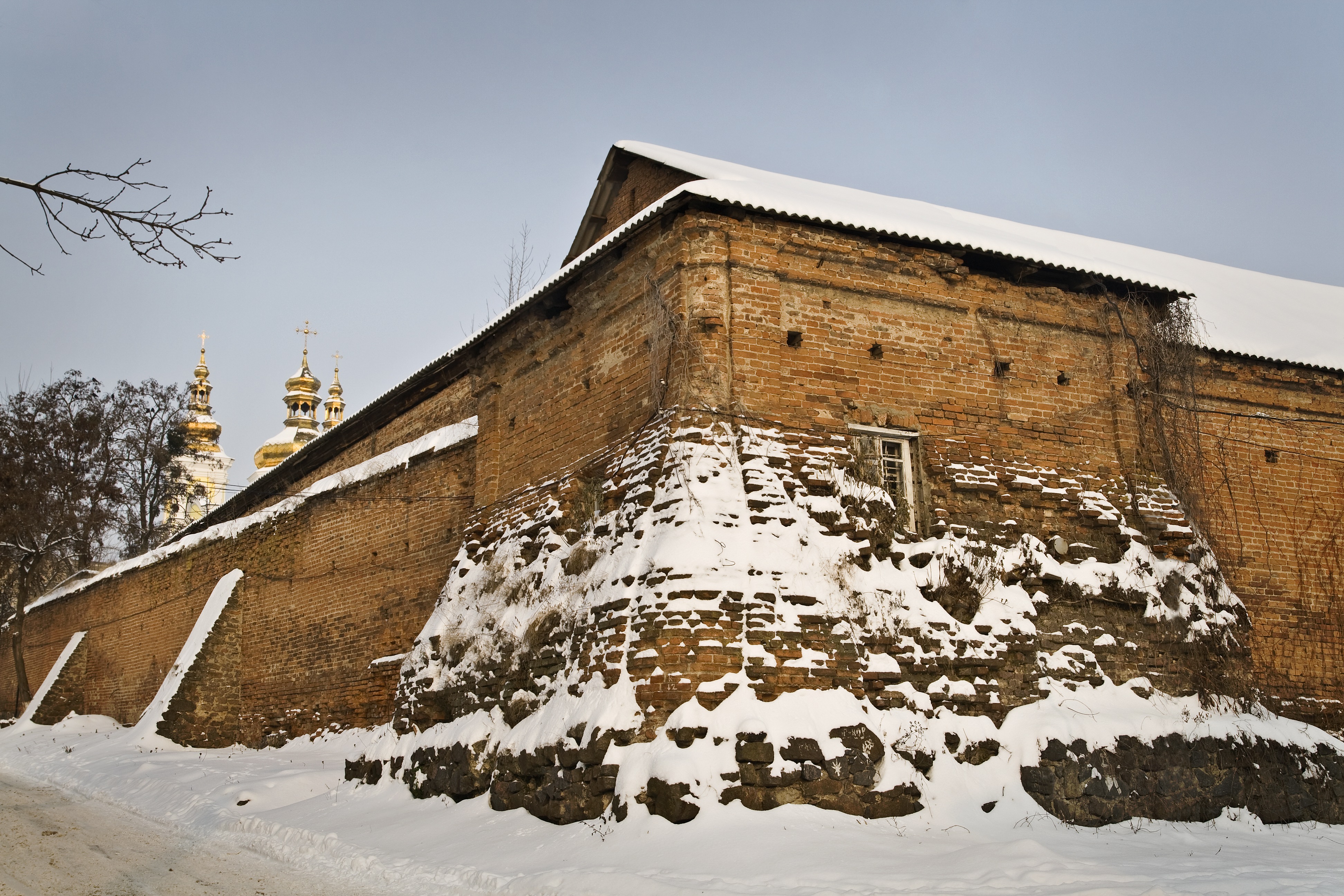
Městské hradby

První archeologické doklady o osídlení pocházejí z neolitu, z doby bronzové, souvislé sídlo zde je doloženo jako Černjachovská kultura. Slovanská obec byla součástí Kyjevské Rusi, první písemná zmínka o ní pochází z roku 1363. V roce 1565 se Vinnycja stala okresním městem Braclavského vojvodství; roku 1640 obdržela Magdeburské právo. Během kozácké éry se město stalo jedním z dějišť Chmelnického povstání. V roce 1711 město bez boje obsadil hejtman Pylyp Orlyk se svým vojskem.
Náboženství a vzdělání rozvíjeli v obci jak katolíci (klášter dominikánů, gymnázium a kolej jezuitů), tak pravoslavní křesťané i Židé.
Prudký rozvoj nastal po roce 1871 s příchodem železnice a průmyslu. Ve městě se rozvíjela metalurgie, keramický závod a pivovar se sladovnou.
Roku 1914 se Vinnycja nakrátko stala centrem Podolské gubernie, od roku 1931 je střediskem Vinnycké oblasti. Roku 1929 byla otevřena továrna na čokoládu a cukrovinky "Rošen", jež je v nové budově od britského architekta dosud v provozu.
Za druhé světové války bylo město těžce poničeno německými okupanty; během let 1941–1945 klesl počet obyvatel ze 100 000 na 27 000 a bylo zničeno na 1880 obytných budov. Deset kilometrů severně od města zřídili nacisté jeden z Hitlerových hlavních stanů s názvem Werwolf.
Po roce 1948 nastal opětovný rozvoj, zejména průmyslu.
Po začátku Putinova útoku na Ukrajinu v roce 2022 se město stalo častým terčem teroristických útoků páchaných ruskými ozbrojenci, například 14. července 2022.

## Hospodářství a doprava
Ve městě je rozvinut především elektro- a radiotechnický průmysl a slévárenství.
Město leží na významné železniční trati Kyjev – Žmerynka, která je součástí spojení Ruska a Ukrajiny se střední a jihovýchodní Evropou a zároveň spojení západní Ukrajiny s Kyjevem a východními částmi země. Městem prochází také hlavní silniční tah Lvov – Umaň.
Městskou hromadnou dopravu zajišťují autobusy, trolejbusy a tramvaje.

## Obyvatelstvo
Národnostní složení
Podle ukrajinského sčítání lidu z roku 2001 ve Vinnycji žilo 354 600 lidí následujících národností:
- Ukrajinci – 309 300 (87,2 %)
- Rusové – 36 100 (10,2 %)
- Židé – 1 700 (0,5 %)
- Poláci – 1 600 (0,5 %)
- Bělorusové – 1 300 (0,4 %)

## Památky
- Kostel Zmrtvýchvstání Krista bývalého dominikánského kláštera, barokní z doby kolem roku 1750
- Bývalá jezuitská kolej
- tři pravoslavné chrámy, jeden evangelický a jeden baptistický kostel
- synagoga
- městské hradby
- stará věž vodárny
- Vinnycká televizní věž vysoká 350 m, jedna z nejvyšších v zemi
- Muzeum afghánské války

## Kultura a školství
- Divadlo Mykuly Sadovského
- Hudebně dramatické divadlo
- Doněcká národní univerzita, ekonomicko-právní fakulta
- Lékařská univerzita
- Technická univerzita

## Osobnosti
- Nikolaj Ivanovič Pirogov (1810–1881), ruský anatom a chirurg
- Mychajlo Kocjubynskyj (1864–1913), ukrajinský spisovatel
- Matvej Petrovič Bronštejn (1906–1938), sovětský fyzik
- Volodymyr Hrojsman (* 1978), ukrajinský politik

## Partnerská města
- Birmingham (Alabama), USA
- Peterborough, Velká Británie
- Kielce, Polsko
- Rîbnița, Moldavsko

## Galerie

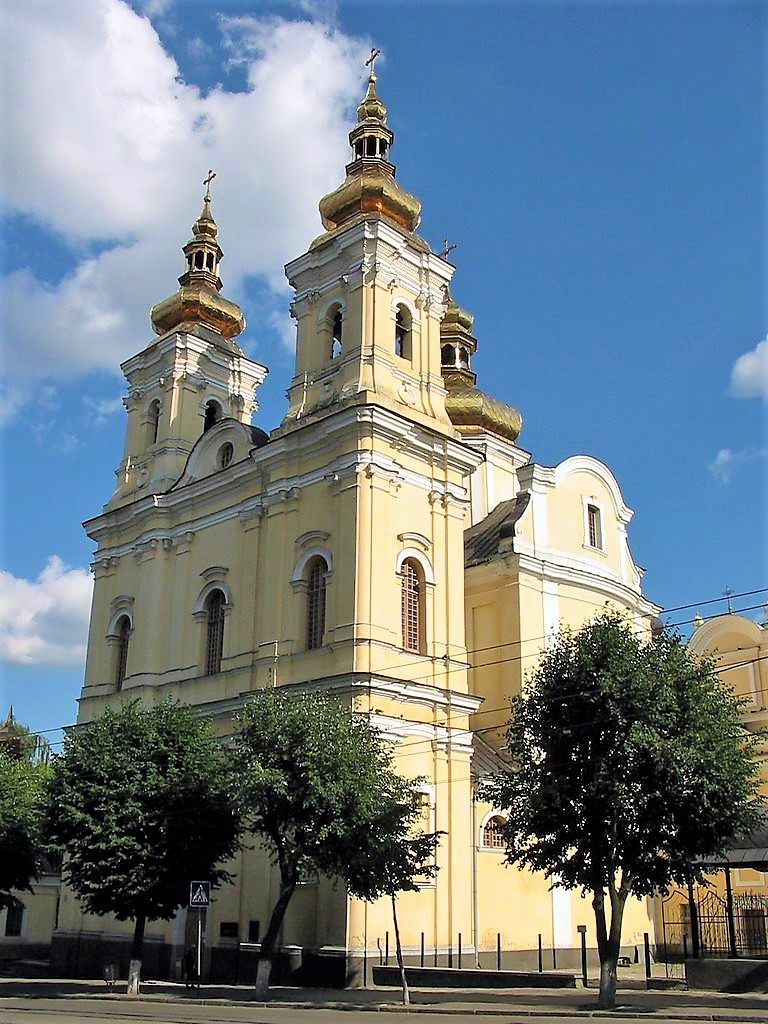
Dominikánský kostel z roku 1758
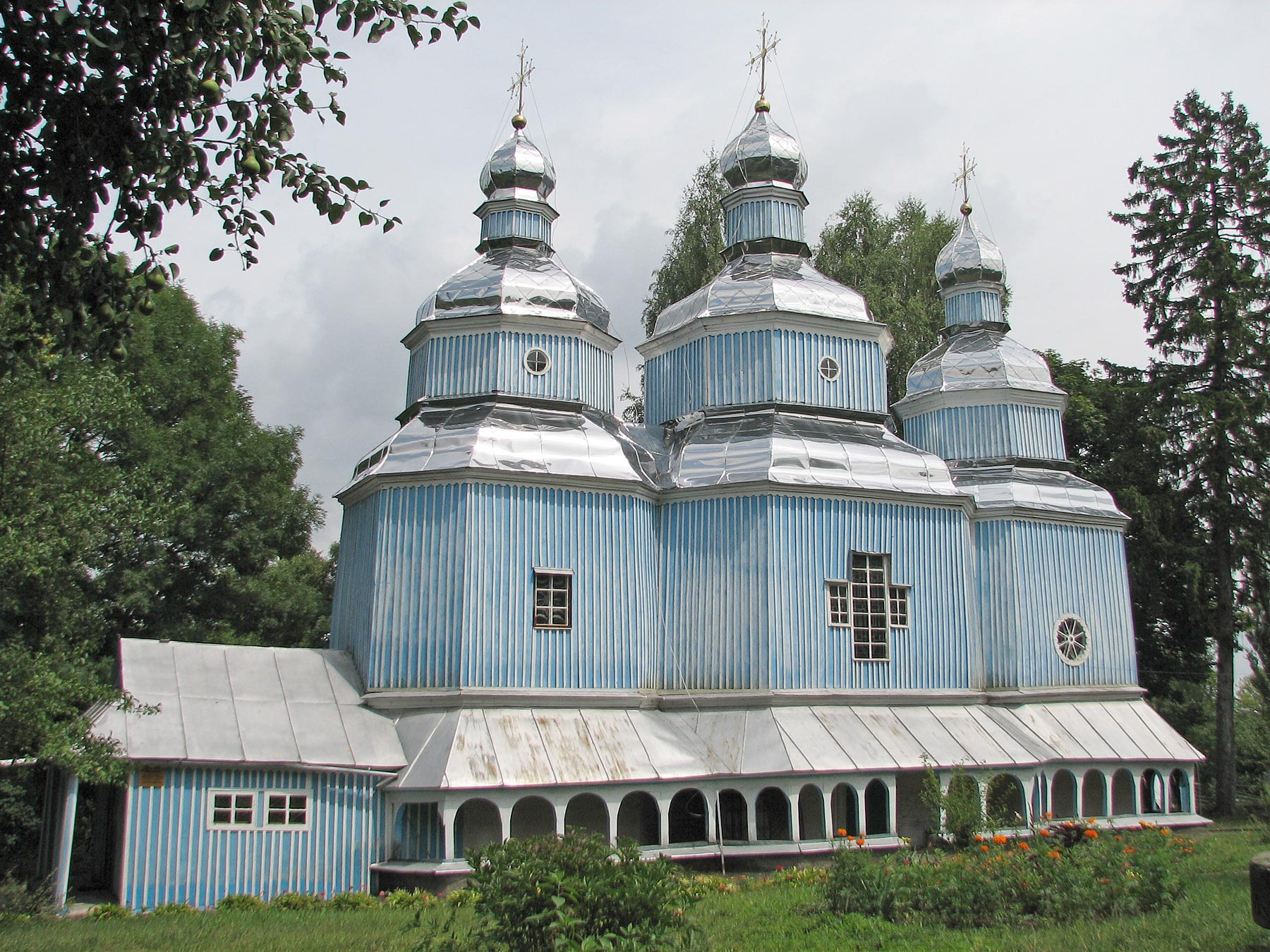
Chrám svatého Mikuláše
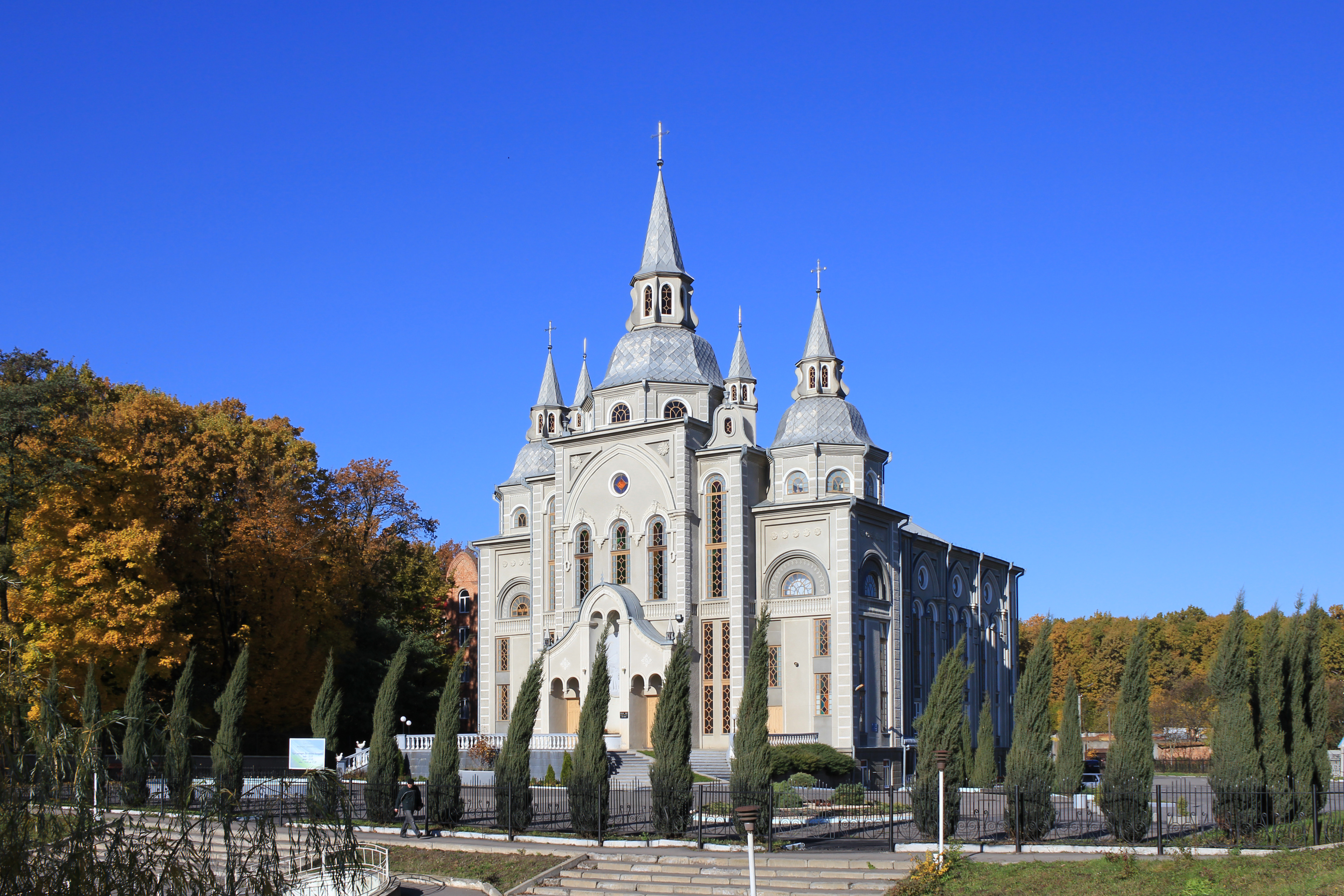
Baptistický kostel
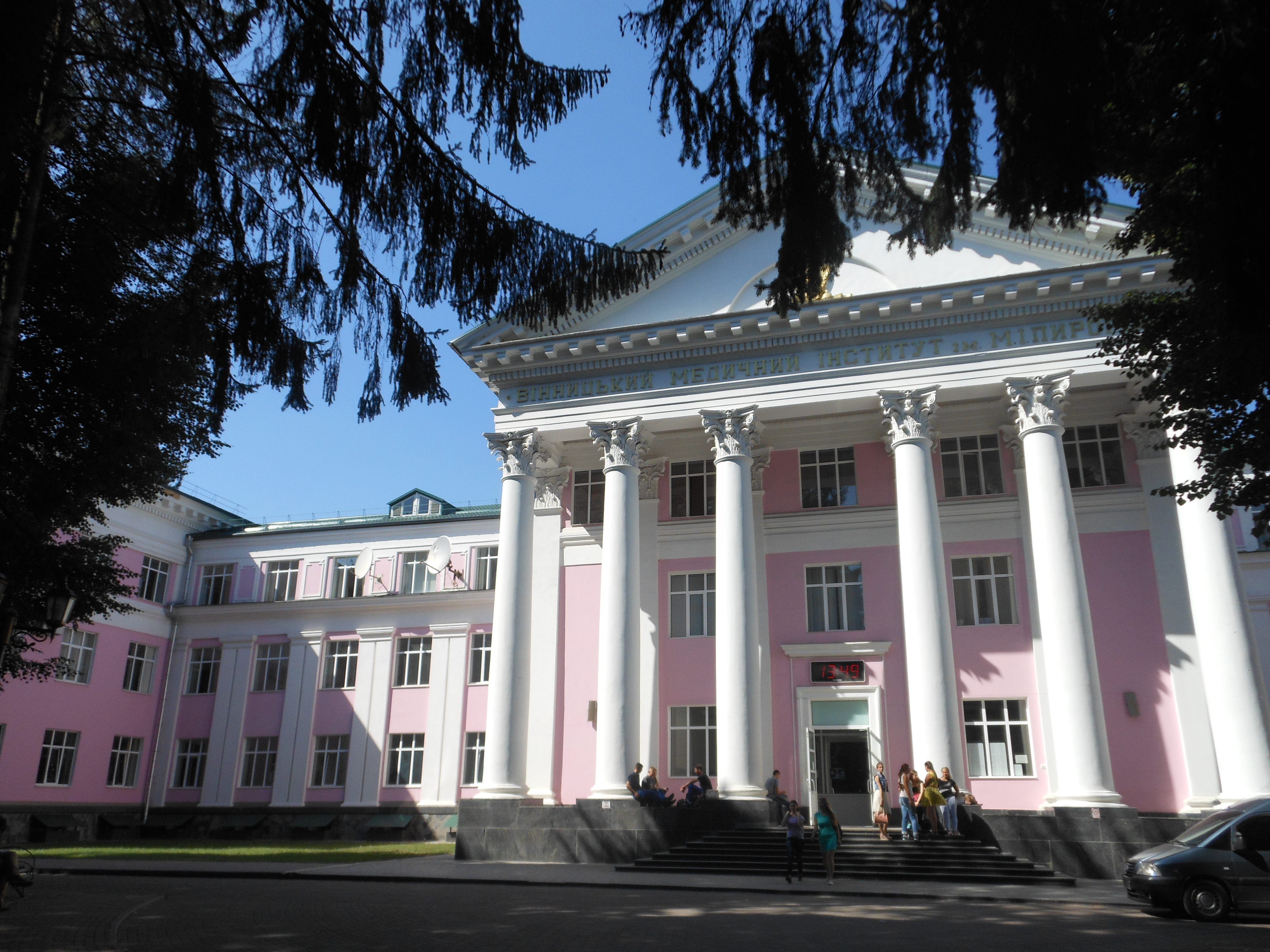
Lékařská fakulta univerzity
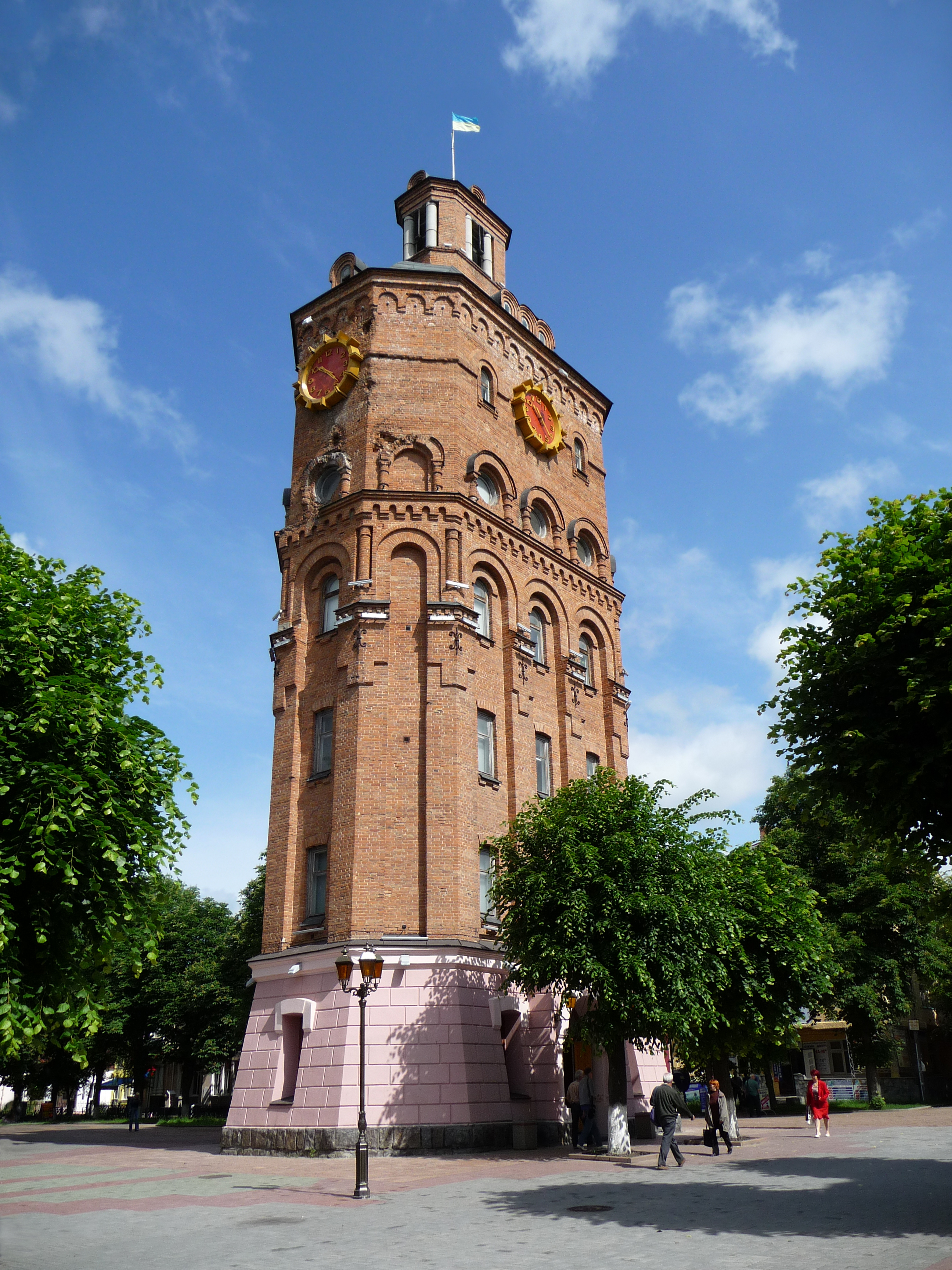
stará vodárenská věž
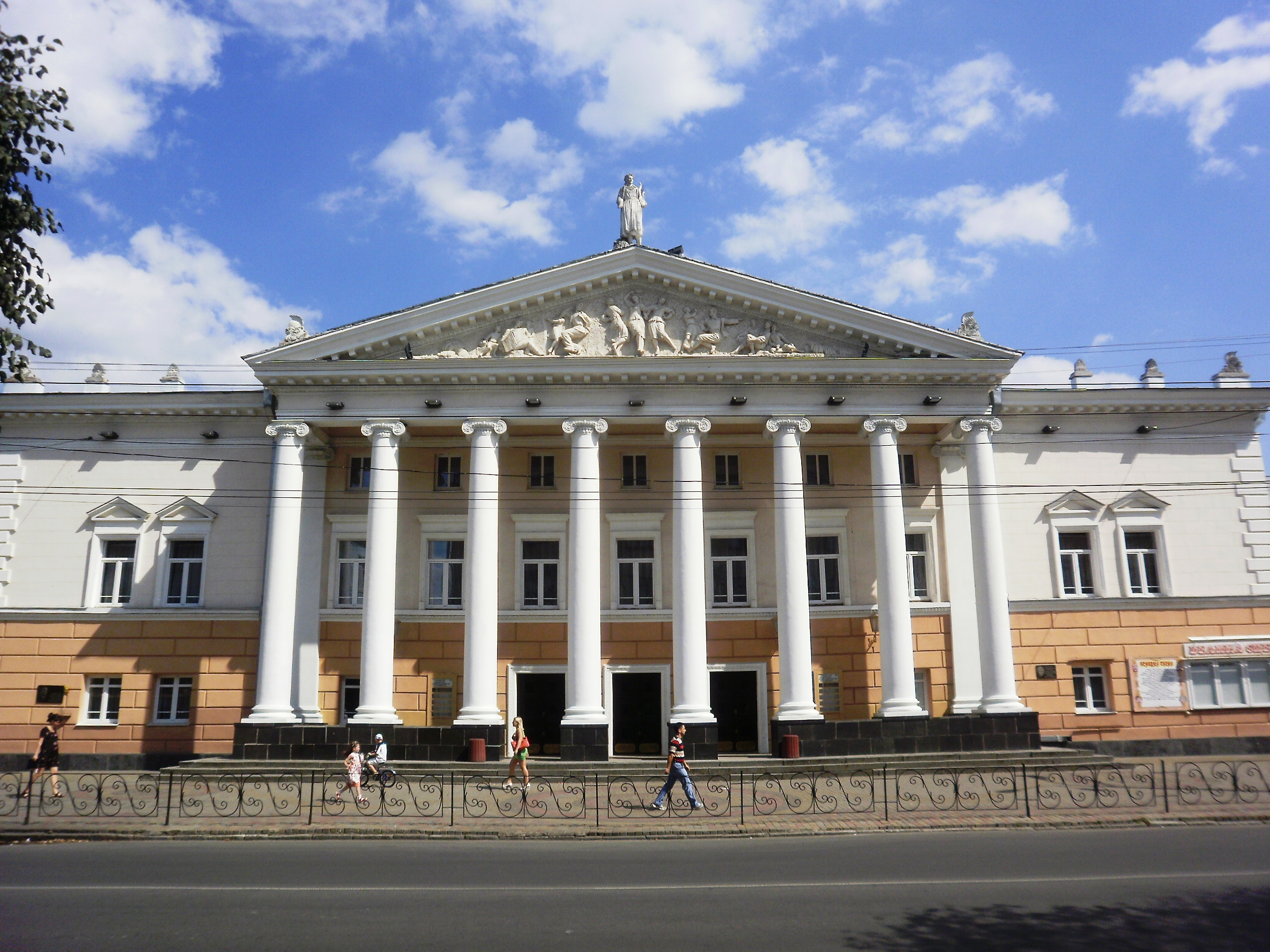
Hudebně dramatické divadlo
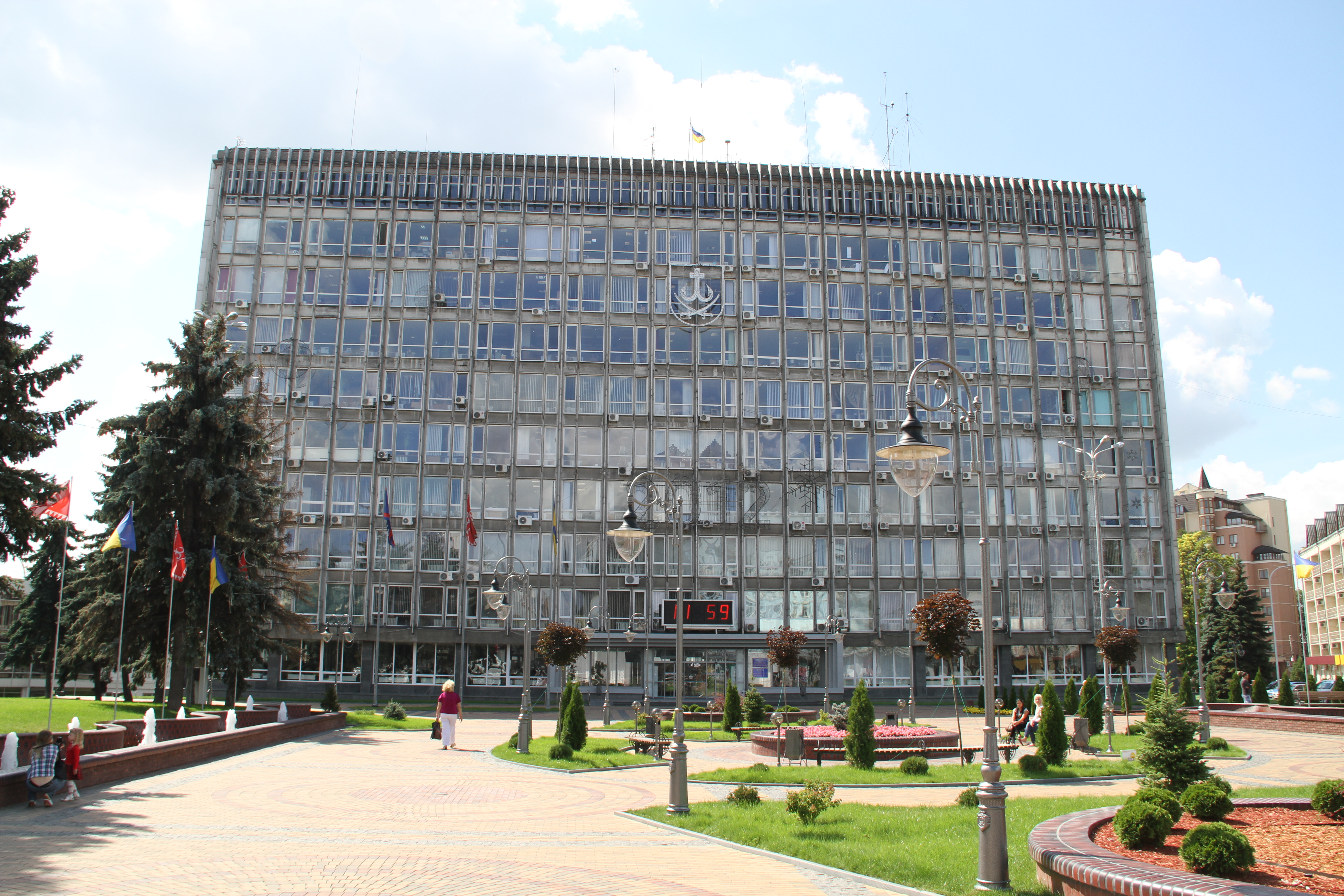
Radnice
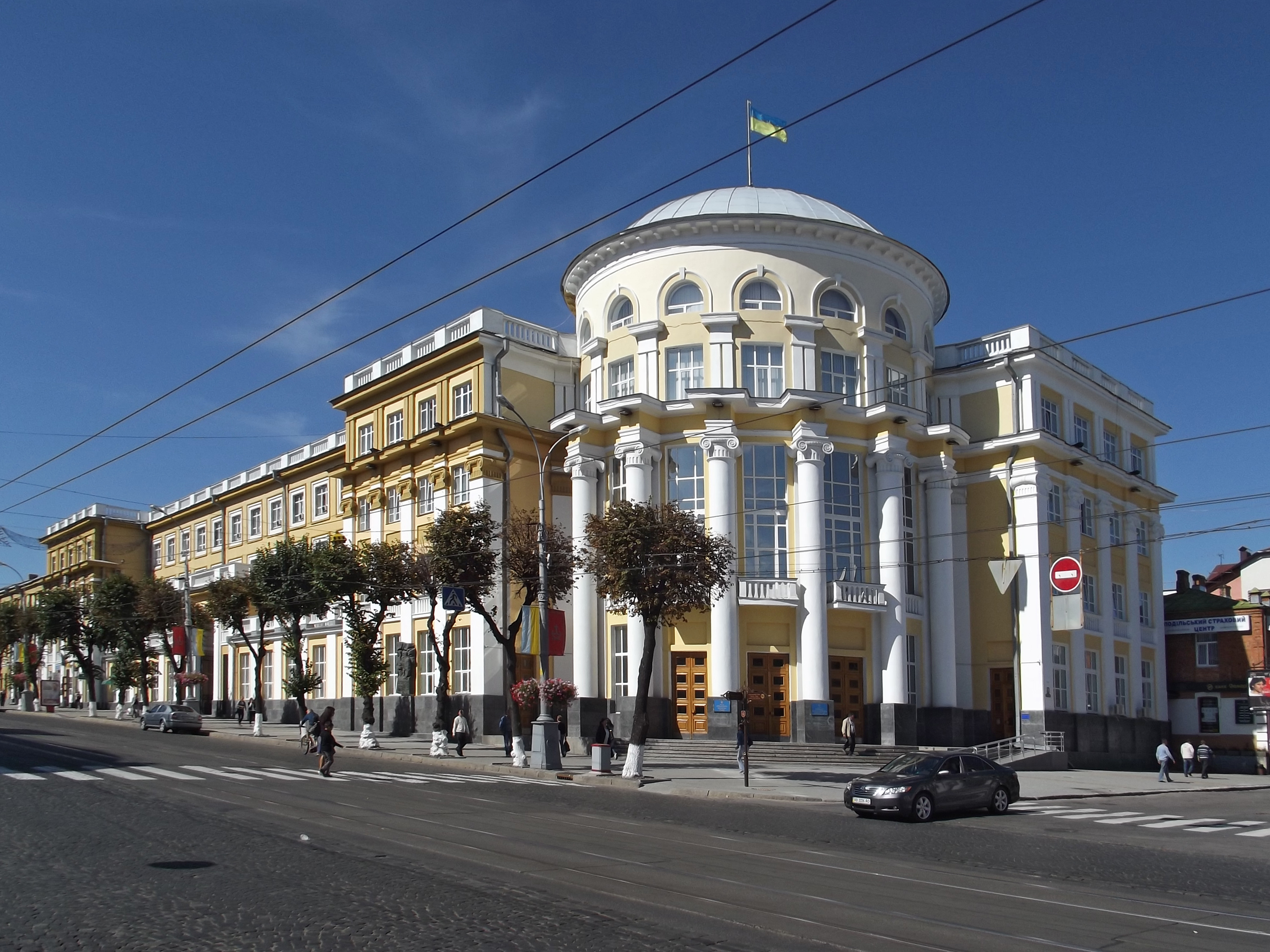
Budova regionální rady
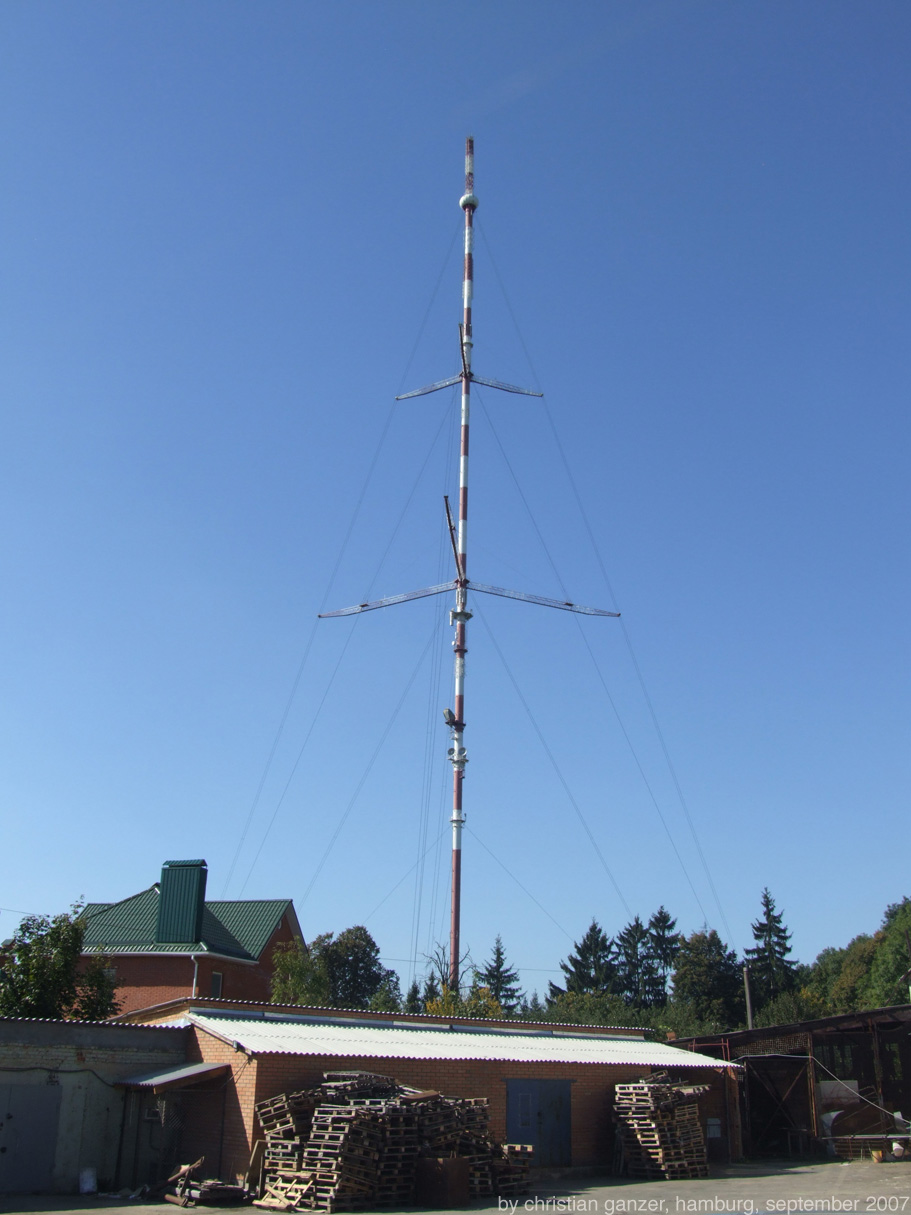
Televizní věž